# Eccymatoge liometopa
Eccymatoge liometopa är en fjärilsart som beskrevs av Turner 1926. Eccymatoge liometopa ingår i släktet Eccymatoge och familjen mätare. Inga underarter finns listade i Catalogue of Life.